# ТЕС Diemen
52°20′20.3″ пн. ш. 5°1′16.2″ сх. д. / 52.338972° пн. ш. 5.021167° сх. д.
ТЕС Diemen — теплова електростанція у Нідерландах у провінції Північна Голландія.
Перші два енергоблоки станції, розташованої на східній околиці Амстердама, на узбережжі колишньої затоки Зейдерзеє, ввели в експлуатацію у 1970 році. Потужність цих класичних конденсаційних об'єктів, що мали номери 31 та 32, становила по 190 МВт, а як паливо передбачались нафта та природний газ.
В середині 1990-х спорудили енергоблок № 33, виконаний за технологією комбінованого парогазового циклу. В його складі встановили газову турбіну компанії АВВ GT13E2 та парову турбіну, які при роботі лише на виробництво електроенергії видавали сукупну потужність у 253 МВт при паливній ефективності 54,7 %. Втім, станція розраховувалась як теплоелектроцентраль із функцією постачання споживачів на сході голландської столиці. При роботі в теплофікаційному режимі електрична потужність знижувалась до 228 МВт при тепловій потужності 193 МВт та загальній паливній ефективності у 88 %. Поява нового енергоблоку дозволила демобілізувати блоки № 31 та № 32.
В 2013 році на станції ввели ще один парогазовий енергоблок № 34, обладнаний турбінами компанії Siemens: газовою SGT5-4000F та паровою, які разом видають потужність у 435 МВт. Крім того, блок може постачати споживачам 260 МВт теплової енергії.